# أكسيد مختلط
الأكسيد المختلط  في الكيمياء هو أكسيد يحوي كاتيونات لأكثر من عنصر كيميائي وفي أكثر من حالة أكسدة واحدة.
من الأمثلة على الأكاسيد المختلط هو معدن الإلمينيت FeTiO3، حيث أنه أكسيد يحوي أيونات الحديد الثنائي (2+Fe) والتيتانيوم الرباعي (4+Ti).

## التطبيقات
تستخدم الأكاسيد المختلطة في عدد مختلف من التطبيقات، منها في صناعة الخضب اللاعضوية، والبطاريات، وكذلك في المفاعلات النووية.